# Cotorreta alapigallada
La cotorreta alapigallada (Touit stictopterus) és una espècie d'ocell de la família dels psitàcids que habita boscos de les muntanyes de Colòmbia, Equador i nord del Perú.